# 和平 (高昌)
和平（551年—554年）是高昌的年號，共4年。
该年号诸史皆无，黄文弼根据《汜绍和及妻张氏墓表》及《孟宣宗墓表》补正，不知为哪位君主的年号。

## 纪年
| 和平 | 元年  | 二年  | 三年  | 四年  |
| ---- | ----- | ----- | ----- | ----- |
| 公元 | 551年 | 552年 | 553年 | 554年 |
| 干支 | 辛未  | 壬申  | 癸酉  | 甲戌  |

## 參看
- 中国年号索引
  - 其他使用和平年號的政權
- 同期存在的其他政权年号
  - 大寶（550年正月—551年十二月）：南朝梁政權梁簡文帝萧綱的年号
  - 天正（551年八月—十一月）：南朝梁政權豫章王萧棟的年号
  - 承聖（552年十一月—555年四月）：南朝梁政權梁元帝蕭繹的年号
  - 太始（551年十一月—552年三月）：南朝梁時期侯景的年号
  - 天正（552年四月—553年七月）：南朝梁政權武陵王萧紀的年号
  - 天保（550年五月—559年十二月）：北齊政权北齊文宣帝高洋年号
  - 大統（535年正月—551年十二月）：西魏政权西魏文帝元宝炬年号
  - 乾明：西魏年号
  - 建元（536年—551年）：新羅真興王之年號
  - 開國（551年—568年）：新羅真興王之年號